# رائول بووا
رائول بووا (به انگلیسی: Raoul Bova) (زاده ۱۴ اوت ۱۹۷۱) بازیگر ایتالیایی است.
از فیلم‌های معروفی که او در آن بازی کرده است، می‌توان به همه راه‌ها به رم ختم می‌شوند،کارول: مردی که پاپ شد، توریست، باریا، صبح بخیر پدر، پاینده‌باد ایتالیا، دختر زیبا، شوالیه‌های سفر تجسسی و انتقام آنجلو اشاره کرد.